# Francisca Imboden
Francisca María Imboden Fernández (Viña del Mar, Valparaíso, 31 de julio de 1971) es una actriz chilena.

## Biografía
Nacida en Viña del Mar, el 31 de julio de 1971. Es hija de Juan Carlos Imboden y María Isabel Fernández. Estudió en el Collège Français (actual Alliance Française Jean d'Alembert) de Reñaca. Ingresó a estudiar periodismo durante un año, y posteriormente teatro en la Pontificia Universidad Católica de Chile, egresando en 1994. Fue alumna de Héctor Noguera y Paz Irarrázabal.
Su primer trabajo fue en teatro infantil. 
Su debut en televisión fue en 1997, cuando participó en la telenovela Oro verde dirigida por Vicente Sabatini. Luego, se incorporó al área dramática de Televisión Nacional de Chile en 1998 y fortaleció su carrera con varias actuaciones cómicas en la Época de oro de las teleseries colaborando estrechamente con Sabatini hasta 2002, entre ellas; Iorana, La fiera, Romané, Pampa Ilusión, El circo de las Montini, entre otras. En 2001 por su papel de María Salomé en Romané, recibió en Premio Altazor a la mejor actriz de televisión.
En 2003, Imboden protagonizó Pecadores, junto a Álvaro Rudolphy y Benjamín Vicuña, dirigida por María Eugenia Rencoret. En 2006 protagonizó junto a Aline Kuppenheim, la comedia Entre medias, dirigida por Óscar Rodríguez. También participó en exitosas telenovelas de Televisión Nacional, entre ellas; Alguien te mira (2007), ¿Dónde está Elisa? (2009) y Conde Vrolok (2009). En 2010 protagonizó la comedia 40 y tantos, junto a Francisco Melo, dirigida por Ítalo Galleani.
Al año siguiente, fue contratada para ser parte de la primera teleserie nocturna de Canal 13 Peleles interpretando a Susy Leiva. En 2013 protagonizó Las Vega's.
El 2015 ingresó al Área Dramática de Mega, donde ha participado en las teleseries Papá a la deriva, Sres. Papis y Tranquilo papá. Además, ha sido panelista del matinal del mismo canal, Mucho gusto. El 1 de mayo de 2025, Imboden finalizó su vínculo contractual con Mega luego de una década de trabajo en la señal.
Ha sido columnista y corresponsal de prensa en diversos medios escritos por Internet, como la revista Puntonet, de Terra Networks, en Chile.
También ha participado en radio, donde actualmente conduce el programa Nunca es Tarde de Radio Romántica.
Imboden ha declarado su admiración hacia la actriz Luz Jiménez.

## Filmografía
| Año  | Título                         | Papel               | Director          |
| ---- | ------------------------------ | ------------------- | ----------------- |
| 2004 | Machuca                        | María Ignacia       | Andrés Wood       |
| 2004 | Infieles                       | Andrea              | Christine Lucas   |
| 2004 | La isla                        | Lissette            | Alex Leyton       |
| 2005 | Tendida, mirando las estrellas | Gloria              | Andrés Racz       |
| 2006 | Fuga                           | Georgina            | Pablo Larraín     |
| 2009 | El vuelo del poeta             | Raquel Señoret      | Marcelo Ferrari   |
| 2012 | La chupilca del diablo         | Teresa              | Ignacio Rodríguez |
| 2015 | El inquisidor                  | Antonia de la Barra | Ignacio Eyzaguire |
| 2016 | Neruda                         | Lola Falcón         | Pablo Larraín     |
| 2019 | Hecho bolsa                    | Esposa de Alfredo   | Felipe Izquierdo  |
| 2022 | Un like de navidad             | Sofía               | Boris Quercia     |

## Televisión
| Año  | Título                  | Papel               | Canal               |
| ---- | ----------------------- | ------------------- | ------------------- |
| 1997 | Oro verde               | Alejandra Solari    | Televisión Nacional |
| 1998 | Iorana                  | Susana Peñailillo   | Televisión Nacional |
| 1999 | La Fiera                | Blanca Chamorro     | Televisión Nacional |
| 2000 | Romané                  | María Salomé Antich | Televisión Nacional |
| 2001 | Pampa Ilusión           | Isidora Fuenzalida  | Televisión Nacional |
| 2002 | El circo de las Montini | Jessica Mardones    | Televisión Nacional |
| 2003 | Pecadores               | Lola Barriga        | Televisión Nacional |
| 2004 | Destinos cruzados       | Fedora Goycolea     | Televisión Nacional |
| 2005 | Versus                  | Irene Yáñez         | Televisión Nacional |
| 2006 | Entre medias            | Renata Sepúlveda    | Televisión Nacional |
| 2007 | Alguien te mira         | Josefina Morandé    | Televisión Nacional |
| 2008 | ¿Dónde está Elisa?      | Olivia Domínguez    | Televisión Nacional |
| 2009 | Conde Vrolok            | Victoria Buzeta     | Televisión Nacional |
| 2010 | 40 y tantos             | Rosario Elizalde    | Televisión Nacional |
| 2011 | Peleles                 | Susana Leiva        | Canal 13            |
| 2013 | Las Vega's              | Verónica Díaz       | Canal 13            |
| 2015 | Papá a la deriva        | Rosario Quevedo     | Mega                |
| 2016 | Sres. papis             | Maricarmen Riveros  | Mega                |
| 2017 | Tranquilo papá          | Josefa Vial         | Mega                |
| 2019 | Juegos de poder         | Pilar Egaña         | Mega                |
| 2021 | Demente                 | Adriana Covarrubias | Mega                |
| 2022 | La ley de Baltazar      | Cristina Moya       | Mega                |
| 2023 | Generación 98           | Belén Özdemir       | Mega                |
| 2024 | Nuevo amores de mercado | Morgana Attal       | Mega                |

| Año       | Título                  | Papel               | Canal               |
| --------- | ----------------------- | ------------------- | ------------------- |
| 1997      | Las historias de Sussi  | Consuelo Aldunate   | Televisión Nacional |
| 1997      | Sucupira, la comedia    | Javiera Valdivieso  | Televisión Nacional |
| 2003      | Cuentos de Mujeres      | Renata              | Televisión Nacional |
| 2003      | Justicia para todos     | Bernardita Luco     | Televisión Nacional |
| 2004      | Loco por ti             | Francisca Ovalle    | Televisión Nacional |
| 2013-2014 | El hombre de tu vida    | Gloria Morales      | Canal 13            |
| 2015      | Príncipes de barrio     | Bernardita Elizalde | Canal 13            |
| 2017      | Neruda, la serie        | Lola Falcón         | Mega                |
| 2020      | Historias de cuarentena | Delfina Benavente   | Mega                |
| 2022      | La jauría 2             | Madre de Arantza    | Prime Video         |
| 2023      | Baby Bandito            | Soraya Jadue        | Netflix             |

#### Programas
- 1997: Teatro en Canal 13 (Canal 13)
- 1998: Pase lo que pase (Televisión Nacional) - Jenny
- 2001: Oveja negra (Televisión Nacional) - Sor Sarita
- 2011: Sin maquillaje (Televisión Nacional) - Ella misma
- 2018: Mucho gusto (Mega) - Panelista

## Publicidad
- Farmacias Ahumada (2009)

## Premios y nominaciones
Premio Altazor
| Año  | Categoría                  | Trabajo | Resultado |
| ---- | -------------------------- | ------- | --------- |
| 2000 | Mejor actriz de televisión | Romané  | Ganadora  |

Premios Caleuche
| Año  | Categoría                             | Trabajo          | Resultado |
| ---- | ------------------------------------- | ---------------- | --------- |
| 2016 | Mejor actriz protagónica - Teleseries | Papá a la deriva | Nominada  |
| 2017 | Mejor actriz protagónica - Teleseries | Señores papis    | Nominada  |

Otros premios
| Año  | Premio          | Categoría               | Trabajo            | Resultado |
| ---- | --------------- | ----------------------- | ------------------ | --------- |
| 2009 | Premio Fotech   | Mejor actriz de reparto | ¿Dónde está Elisa? | Ganadora  |
| 2016 | Copihue de Oro  | Mejor actriz popular    | Señores papis      | Nominada  |
| 2019 | Premio Estrella | Mejor actriz antagónica | Juegos de poder    | Ganadora  |